# 貴州魚龍屬
貴州魚龍屬（屬名：Guizhouichthyosaurus）是已滅絕魚龍目的一屬，生存於晚三疊紀卡尼階的中國西南部。目前只有唯一種，鄧氏貴州魚龍（G.tangae）。貴州魚龍一度被歸類於薩斯特魚龍的一個種，但最新研究發現牠們的口鼻部構造非常不同，薩斯特魚龍的口鼻部短，而貴州魚龍的口鼻部長，因此兩者是不同屬。